# Las dos Dianas
Las dos Dianas é uma telenovela venezuelana produzida e exibida pela Venevisión entre 1 de abril e 30 de setembro de 1992.
A trama é original de Alejandro Dumas e foi inspirada no livro Las dos Dianas, sendo adaptada por José Ignacio Cabrujas, Carolina Espada e Perla Farías.
Foi protagonizada por Nohely Arteaga e Carlos Mata e antagonizada por Manuel Salazar.

## Sinopse
A história começa quando Diana Burgos sai da prisão depois de ter passado vários anos na prisão depois de ter assassinado em autodefesa seu marido, que a maltratava e também descobriu que ela tinha um amante. Esse amante era Diego Morales, de quem Diana ficou grávida e cujo filho deu à luz na prisão. Ao mesmo tempo que Diana sai da prisão, Diego Morales presencia o assassinato de sua esposa, Jimena e o seqüestro de seu filho, Gabriel.
Uma vez fora da prisão, Diana Burgos e sua amiga Dulce, a mulher barba, irão visitar o país com um espetáculo de circo, enquanto Diana procura que Diego para lhe dizer que teve um filho dele. Quando Diana chega na cidade de San Venâncio, onde Diego vive, descobre que ele formou uma família e tem um filho. A beleza e sensualidade de Diana Burgos seduz os homens da cidade. O proprietário e milionário fazendeiro Francisco Moncada cai no amor com ela e propõe casamento, mas morreu pouco Francisco e Diana deixado sozinho, grávida de sua filha futuro, Dianita.
Ao saber do passado que Diana e Diego viveram, Enrique Moncada, filho de Francisco, que está obcecado com Diana, manda prender Diego num manicômio e alguns homens encapuzados estuprarem Diana. Algum tempo depois, Diana se casa com Enrique, que se divorcia e chuta sua primeira esposa, Catalina da fazenda . Assim, Diana Burgos torna-se a única senhora e amante da cidade de San Venâncio, prometendo vingar-se daqueles que a desprezaram e estupraram após a morte de Francisco.
Dianita crescerá em Cumaná longe de sua mãe, criada por Dulce. Quando a menina completar 20 anos, ela se muda para San Venâncio, onde ela se encontra com Gabriel Morales (a quem conheceu quando criança em Cumana) e os dois se apaixonam. No entanto, Diana fará tudo o que estiver ao seu alcance para separá-los, uma vez que ela não perdoa Gabriel por ser filho legítimo de Diego Morales, enquanto seu próprio filho Armando nunca foi reconhecido.
Ele também retorna à cidade Isabel Moncada, filha de Enrique e Catalina e neta de Francisco, que não perdoa seu pai por ter jogado sua mãe para se casar com Diana. Isabel não só tentará recuperar sua parte da fazenda e a fortuna de seu avô, mas também conquistar Gabriel e levá-lo para longe de Dianita.
É assim que começará uma história tormentosa de amor, ódio e lutas pela herança de Francisco Moncada.

## Elenco
- Nohely Arteaga .... Diana Burgos / Dianita Moncada Burgos
- Carlos Mata .... Diego Morales / Gabriel Morales
- Lupita Ferrer .... Catalina Larios de Moncada
- Astrid Carolina Herrera .... Jimena
- Raquel Castaños .... Dulce
- Lourdes Valera .... Rosita
- Marlene Maseda .... Isabel Moncada Larios
- Lino Ferrer .... Martín
- William Moreno
- Manuel Salazar .... Enrique Moncada
- Miguel Ferrari .... Mercurio
- Zamira Segura .... Lutecia
- Mirtha Pérez
- José Zambrano .... Armando
- Julio Pereira .... Alfredo
- Herminia Martínez .... La Danta
- Rodolfo Drago .... Dr.Miranda
- Pedro Rentería .... Francisco Moncada
- Luis de Mozos .... Leandro
- Luis Rivas
- Xiomara Blanco
- Verónica Ortíz
- Oscar Rojas
- Natalia Fuenmayor .... Eloísa
- Rolando Padilla
- Indira Leal
- Félix Melo
- María Medina
- Javier Paredes .... Balbino
- Juan Carlos Rangel
- Gioia Arismendi .... Dianita